# Gobierno Provisional de Unión Nacional y Salvación Nacional de Camboya
El Gobierno Provisional de Unión Nacional y Salvación Nacional de Camboya (PGNUNSC por sus siglas en inglés) es el nombre oficial que utilizó el territorio de Camboya que permaneció bajo el control de la guerrilla conocida como Jemeres Rojos entre 1993 y 1998. Fue un régimen provisional no reconocido por las Naciones Unidas. Se declaró formalmente el 11 de julio de 1994 y estableció su capital provisional en Pailín,  en ese entonces parte de la provincia de Battambang (aunque el gobierno le concedería la autonomía de "Provincia de Pailín" al recuperar el control del territorio). El gobierno provisional contaba con su propia estación de radio: la "Radio del Gobierno Provisional de Unión Nacional y Salvación Nacional de Camboya". Su Primer ministro era Son Sen, y su jefe de Estado era Khieu Samphan. Otros ministros incluyeron a Chan Youran, Mak Ben, en Sopheap, Kor Bun Heng, Pich Cheang y Chuon Choeun.
La respuesta del gobierno fue intentar negociar con los Jemeres Rojos y reintegrarlos como políticos civiles, en parte debido a que ambos partidos (Funcinpec y CPP) deseaban ganarse su apoyo armamentístico en caso de tener que confrontarse entre ellos. En agosto de 1996, Ieng Sary, un alto funcionario de los Jemeres Rojos, desertó y fundó su propio partido político, animando a sus compañeros a abandonar a Pol Pot. Tras el golpe de 1997, los Jemeres Rojos (que según acusaciones de Hun Sen habían apoyado al Funcinpec) colapsaron por completo y perdieron el poco territorio que controlaban. En abril de 1998, Pol Pot desapareció y, ante el fracaso generalizado, los líderes restantes, Khieu Samphan y Ta Mok, disolvieron el gobierno provisional y se entregaron el 22 de junio.